# Michel Étiévent
Ne pas confondre avec l'homme politique français Michel Étiévant (1932-2006).
Michel Étiévent est un journaliste, historien  et militant communiste français, né le 10 juillet 1947 à Lyon et mort le 12 octobre 2021 à Valdrôme,,.

## Biographie
Il est spécialiste de l'histoire du mouvement ouvrier et a consacré une grande partie de ses recherches à Ambroise Croizat.
Il a publié aussi des travaux au sujet du résistant Guy Môquet et du ministre communiste Marcel Paul.
Il a également participé aux films La Sociale et De mémoires d'ouvriers, tous deux de Gilles Perret,.

## Publications
- Ambroise Croizat, ou l'invention sociale ; suivi de lettres de prisons, 1939-1941, Gap, La Ravoire, 1999, 184 p.
- Fils d'usines : Un siècle de mémoire industrielle et ouvrière en Savoie, 1850-1950, Gap, , 2005, 281 p.[7]
- Guy Môquet — J'aurais voulu vivre…, Éditions Gap, 2007, 208 p. (ISBN 978-2-7417-0346-4).
- Marcel Paul, Ambroise Croizat : chemins croisés d'innovation sociale, Challes-les-Eaux, Éd. Gap, 2008, 181 p.  (ISBN 978-2-7417-0373-0).
- À quoi bon les étoiles si tu n'es pas là. Journal d'un père, Éditions les Passionnés de bouquins, 2019
- Émilie au bout de la nuit…, roman, Gap, 2021.